# 同起运动

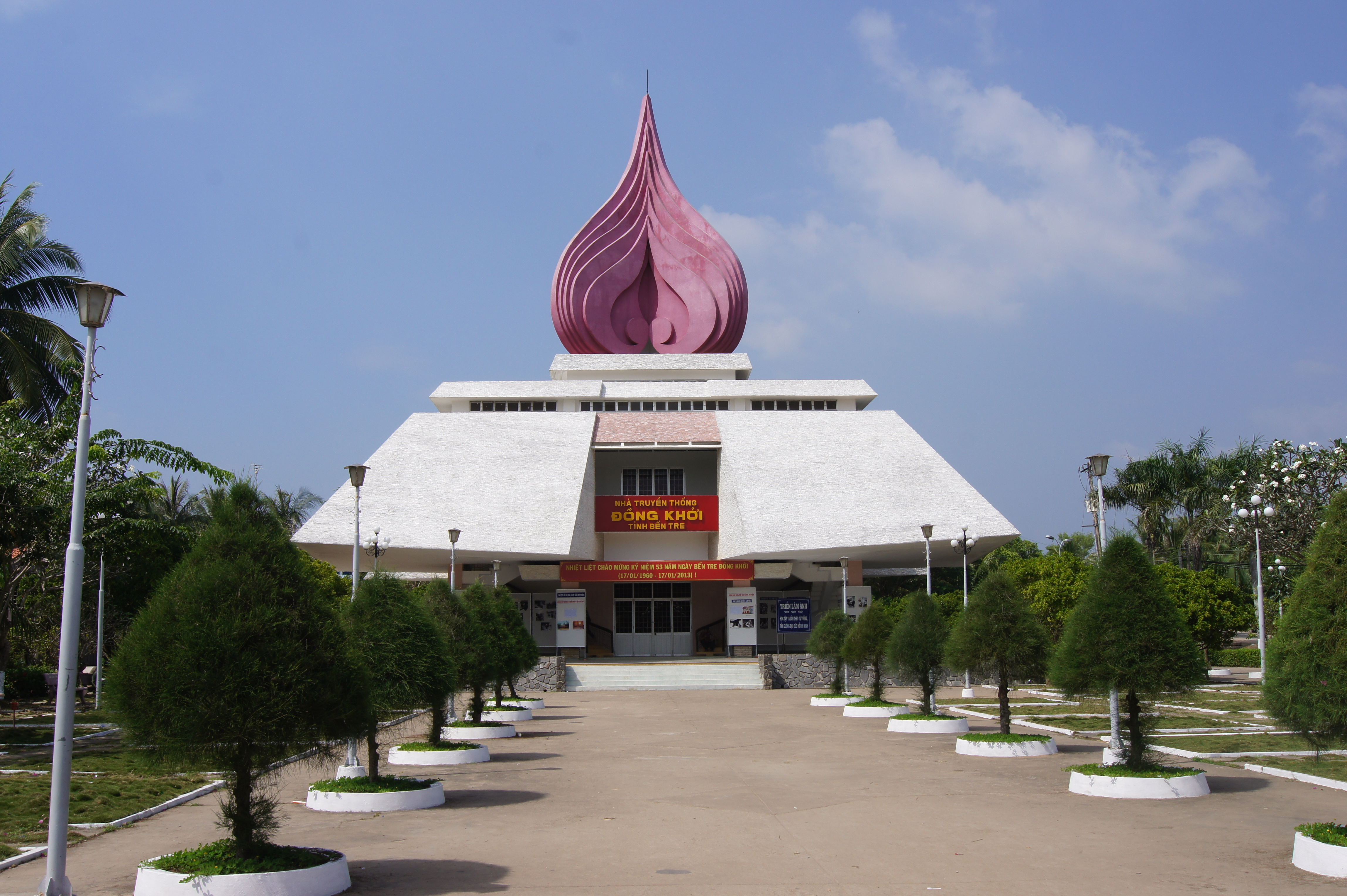
位于槟椥市㖼𦓿南县的同起博物馆

同起运动（越南语：／）是由留在南越的越盟残余分子领导的一场运动，号召人们首先在越南南部的广大农村地区和越南中南部沿海高地发动起义，反抗美国和南越。 这场运动从1959年底开始，于1960年达到顶峰，迅速蔓延到整个南方，瓦解了吴廷琰总统领导下的越南共和国农村政府结构，导致南越农村的很大一部分被越南共产党所控制，促成了越南南方民族解放阵线的成立。

## 起因
1959年5月，吴廷琰颁布了10·59律，公开“宣布共产党为非法”。

1959年1月，越南劳动党中央委员会十五届中央（扩大）会议做出如下决议：
“... 南方政府是一个帝国主义的、侵略性的封建独裁政权。因此，除了革命道路之外，南方人民没有其他办法摆脱被剥削的枷锁。只有革命的胜利才能结束南方人民的苦难，最终挫败美帝国主义及其走狗在南方的一切征服、分裂、战争政策。”

——《十五届中央（扩大）会议关于加强团结、坚决维护和平、实现国家统一的决议》第Ⅱ部分第ⅱ章第3条
推翻越南共和国政府的政治斗争和武装斗争相结合，高潮分别于1959年2月和8月发生在博爱县和茶蓬县。 该运动在整个南方迅速发展，尤其是槟椥省的同起运动。1960年1月17日，槟椥省㖼𦓿市县发生抗议活动（后以1月17日为周年纪念日），随后蔓延至墥簪县、盛富县和巴知县。 这场运动引起了整个越南共和国政府机构的混乱。从槟椥开始，运动蔓延到南部、中部高地和中部地区的其他地方。 到1960年底，该运动已经控制了越南南部、中部高地和越南中部海岸的许多市镇和社。运动成功占领了大片地区，并促成了1960年12月20日越南南方民族解放阵线的成立。

## 经过

### 槟椥省
1960年1月2日晚，槟椥省领导在新中社召开会议，决定：“开展全民团结周，消灭邪恶，打破束缚，解放农村，掌握田地、花园”并决定于1月17日至1月25日反抗。 突破点在明岛（包括明新、㖼𦓿和盛富3个县，其中主要㖼𦓿县）。
1960年1月17日拂晓，按照计划，联合行动在三个公社如期爆发：定始社、福协社、平庆社（槟椥省㖼𦓿县）并于2天后完全控制了这些村社。 槟椥省解放军的第一排在平庆公社的一个椰园里成立。
此后，运动转向墥簪县，在阮氏定的领导下，集中在周和、周平和丰美等重要社。
这场胜利之后的一周内（1月17日至24日），㖼𦓿、墥簪、周城、巴知和盛富的47个社发生了反抗。 反抗军占有许多小村社，其中完全控制了22个社。
面对不断扩大的运动，越南共和国军队进行了反击。 2月22日，一家来自㖼𦓿的连队进入福合社。 2 月 24 日，动员 3,000 名士兵攻击 3 个“重点”社（定始社、平政社和福合社）。 三个公社的军民使用简陋的武器进行反击，典型的就是气枪。 反击失败了。 从槟椥开始，同起运动蔓延到整个南方，动摇了越南共和国的地方机构。
鉴于上述胜利，越南劳动党南方党委向党中央提出将武装斗争上升到政治斗争的高度。
1960 年 3 月 25 日，超过 10,000 名两栖突击部队和伞兵部队进入，扫荡㖼𦓿县的“重点”社。 面对上述情况，槟椥省领导人决定采取政治措施来动员群众，特别是妇女。
1960年3月，7000多名墥簪妇女发起抗议，要求将政府的主要军队撤回原来的岗位。
1960年6月，共产党支部决定在整个南方发起同起运动。
1960年9月24日，槟椥的共产党人发起了第二次同起运动。 当时的运动不仅发生在他们认为可以占上风的地方，甚至在其他薄弱的地区也敢于发动。

### 西南
槟椥省运动的同时，建丰省也发生了反抗。 272连和274连进行战斗，摧毁并打伤25名士兵，占领社总部，收缴枪支并控制了美和社。 1960年1月20日，建丰省被摧毁，165人受伤，40人被俘接受再教育。 以下是一些典型的地方：
- 正当当地政府担心如何处理美和社时，雄御县却发生了反抗。 从三个“重点”公社：新城、常泰和常福开始。 271连摧毁了Cả Cái堡垒并解放了新城。
- 在高岭，平盛公社的武装部队被迫从拥有一个小村庄（属于督兵乔社）的Bà Cò堡垒撤出。
- 1960年3月6日起，运动蔓延到了以下省份：
- 在金瓯， 吳文楚营遭到伏击并被击败，150名士兵被杀或被俘，缴获了133支枪，并解放了许多社。
- 在朔庄，1960年上半年，拥有数万人的永州、美川、架涞、洪民和永禄县的农村地区都被解放者占领了。

### 东南
南方党委在向劳动党中央委员会请求提出武装斗争后，决定发动大规模进攻。 其目标是获得更多武器，迅速发展势力，扩大同起运动，向东南蔓延。
选定的地点是Tua Hai哨所，靠近越南和柬埔寨边境的前线，位于西宁镇以北22.5公里处。 越南共和国陆军有2个团（大部分是新入伍的）、1个装甲分队和1个炮兵连。
1960 年 1 月 26 日，由近一个营和数支教派军队组成的解放军发动袭击。 越南共和国军队损失500名士兵，500人被活捉。 同起部队没收了 1,500 支各类枪支。
Tua二号战役拉开了东南部联合起义的序幕。 Tua Hai战役之后，西宁解放军撤走了50%的驻军，解放了24个社，并拥有了其他19个社的许多部分。
1961年3月16日，东南解放军第800营进攻孝廉军分区。 第二天，他们袭击了支持起义地区人民的安乐哨所。
除了军事活动外，这里的政治运动也有所增加，边和、巴地和土龙木省的橡胶种植园工人举行了示威活动来展示其威望。 1960年底，抗议团体摧毁了越南共和国军队的行政总部和哨所。

### V区间
由于大部分军事力量集中在北方，中部省份——中央高地的政治势力受到相当程度的孤立。 在打击共产党的法律中，广南省、广义省、平定省的大部分剩余越盟军队以及中部高地的许多军队都被政府杀害。 越盟几乎被消灭，被迫组建小规模武装部队进行自卫。
第一批自发的农民起义来自少数民族：巴拿族、占族和拉格莱族。 茶蓬（广义省）最大的起义引发了整个南方的同起运动。 5个省区相继建立武装部队。 越南劳动党颁布中央15号决议后，设立第五军事指挥区，由武志公领导。 该指挥部根据北方的直接指示进行运作，并欢迎军官的到来。
1960 年 7 月 31 日，平顺省武装部队控制了一些平原和山区接壤地区，袭击了北田和怀德县城镇。 他们杀死并俘虏了300名士兵。 这是场揭开帷幕的战斗，实际上山野上的攻击也不少。 通过战斗，消耗的部队很快得到了新兵的补充，同时各省也陆续建立了武装部队。
作为报复，越南共和国陆军集结兵力，扫荡各省的解放军。 同时，威胁和恐吓人民的精神，残酷杀害当地同起暴动的领导人。 在人口稀少的中部高地，越南共和国陆军建立了许多前哨基地，将解放军与少数民族村庄隔离开来。 然而，越南共和国只能控制城市和人口稠密的地方，无法控制越盟控制的村庄。

## 结果
到1960年底，同起运动基本上瓦解了越南共和国的农村基层政府结构。 在整个南方的 2,627 个社中，国民阵线在 1,383 个社建立了自治政府，同时削弱了大多数其他社的越南共和国政府。 整个南方解放区的人口大约有六百五十万人。 吴廷琰建立人口密集区的计划和“土地改革”政策失败了。 土改中三分之二的土地（约17万公顷）被重新分配给人民。 农村的同起运动有力地推动了城市的政治斗争运动。 1960年南方有上千万人参与政治斗争，其中最典型的是1960年7月20日的斗争运动。
1960年12月20日，越南南方解放民族阵线成立，成员人数迅速增加，甚至每年翻一番。 1961年初，越南南方解放军也通过统一各地游击队，组建新的集中军营得以成立。 南方每年都有数以万计的年轻人加入解放军。
美国中央情报局在给肯尼迪总统的报告中承认：
"对于吴廷琰总统和越南共和国来说，今后将是一个非常严峻的时期。1960年下半年内，国家的安全局势继续恶化，现在已经达到了严重的程度...... 西贡以南和西南部的整个农村地区以及北部的一些地区都在越共的严密控制之下。"
作为报复，肯尼迪总统和吴廷琰提出了战略哈姆雷特计划。 因此，人们被迫离开居住地，搬进美国和越南共和国建造的营地，以阻止人们前往为民族解放阵线游击队员提供补给。

## 意义
- 这场运动使吴廷琰政府陷入僵局和混乱，因为一切“加人剿共（adding plus and destroying communists）”的行动都变得适得其反。
- 他们成立了越南南方民族解放阵线，标志着越盟迈出了新的发展步伐。 那时，这支部队不再是被动应对，不再是一边保护部队一边等待上级批准；他们积极进攻。

### 引用资料
1. ↑  越南劳动党中央委员会.  [《十五届中央（扩大）会议关于加强团结、坚决维护和平、实现国家统一的决议》]. 越南共产党文件电子安全系统 - 党的文件. 1959-01-13  [2023-11-09]. （原始内容存档于2023-05-16） （越南语）.
2. ↑   [槟椥省主页]. 2008-01-18. （原始内容存档于2012-07-30） （越南语）.
3. ↑   [越南社会主义共和国政府电子信息门户]. 2010-08-19  [2022-02-19]. （原始内容存档于2010-08-19） （越南语）.
4. ↑  Theo ấn phẩm Cuộc đồng khởi kỳ diệu ở miền Nam Việt Nam - Nhà xuất bản Đà Nẵng (据《南越奇迹的联合起义》杂志报道 - 岘港出版社)

### 相关文献
- Quang, Hiển Vũ, , , Vietnam: National Political Publishing House: 19–20, 2010
- Miller, Edward Garvey, , Cambridge, MA: Havard University Press: 200–201, 2013